# Keratoisis microspiculata
Keratoisis microspiculata är en korallart som beskrevs av Molander 1929. Keratoisis microspiculata ingår i släktet Keratoisis och familjen Isididae. Inga underarter finns listade i Catalogue of Life.